# 泛芬兰主义

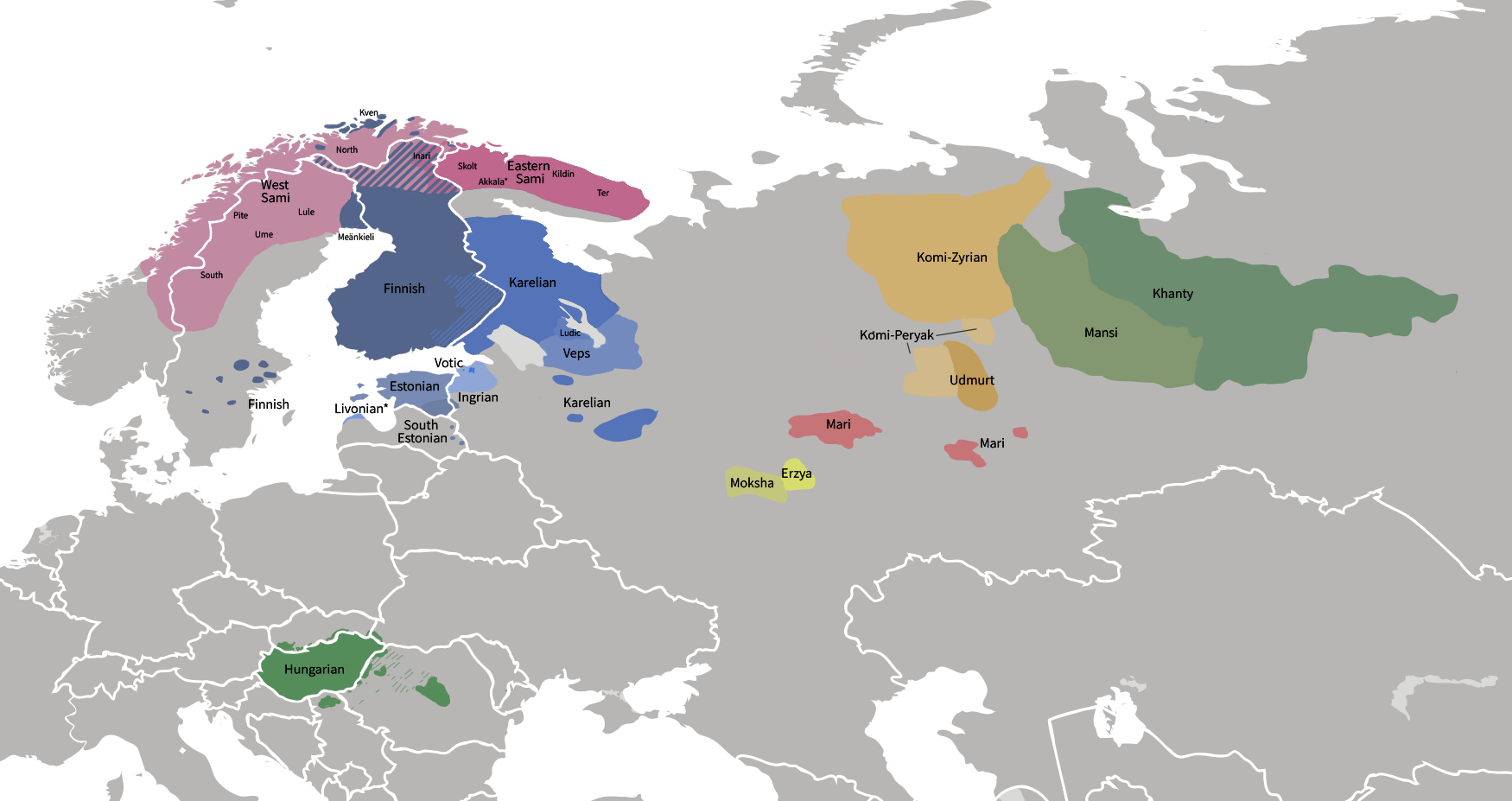
泛芬主义下芬兰-乌戈尔人的大致分布

泛芬兰主义（芬蘭語：panfennismi），又称芬兰-乌戈尔主义（英語：Finno-Ugrism）或黑莫阿泰（直译：「亲缘思想」），是一种泛民族主义思潮，主张诸民族在政治或经济上的统一。其涵义相当宽泛，通常泛指所有芬兰-乌戈尔民族，但在少数情况下，也可能仅限于波罗的芬兰人，甚至仅限于操芬兰语支语言的芬兰诸民族。

## 历史

### 起源
泛芬兰主义在芬兰大公国成立之前并未被认真对待，即便在俄罗斯帝国更大框架下享有一定自治时也是如此。由于芬兰在此前数百年间一直处于瑞典统治之下，民族认同感并不强，即便芬兰民族史诗《卡勒瓦拉》问世后亦是如此。1844年，萨克里斯·托佩柳斯发表了一篇题为《芬兰文学及其未来》（Den Finska Literaturen och dess Framtid）的论文，其中写道：
|  | 两百年前，很少有人会相信斯拉夫部族能在文化史上取得如今这样显赫（且不断增长）的地位。那么，如果有一天，芬兰部族——这个占据着几乎同样辽阔土地的民族——在世界舞台上发挥的作用远超今日人们的想象，会怎样呢？……今天人们谈论的是泛斯拉夫主义；也许有一天，他们会谈到泛芬兰主义，或者泛索米主义。在这样一个泛芬兰共同体中，芬兰民族应当因为其文化上的资深地位而处于领导地位…… |

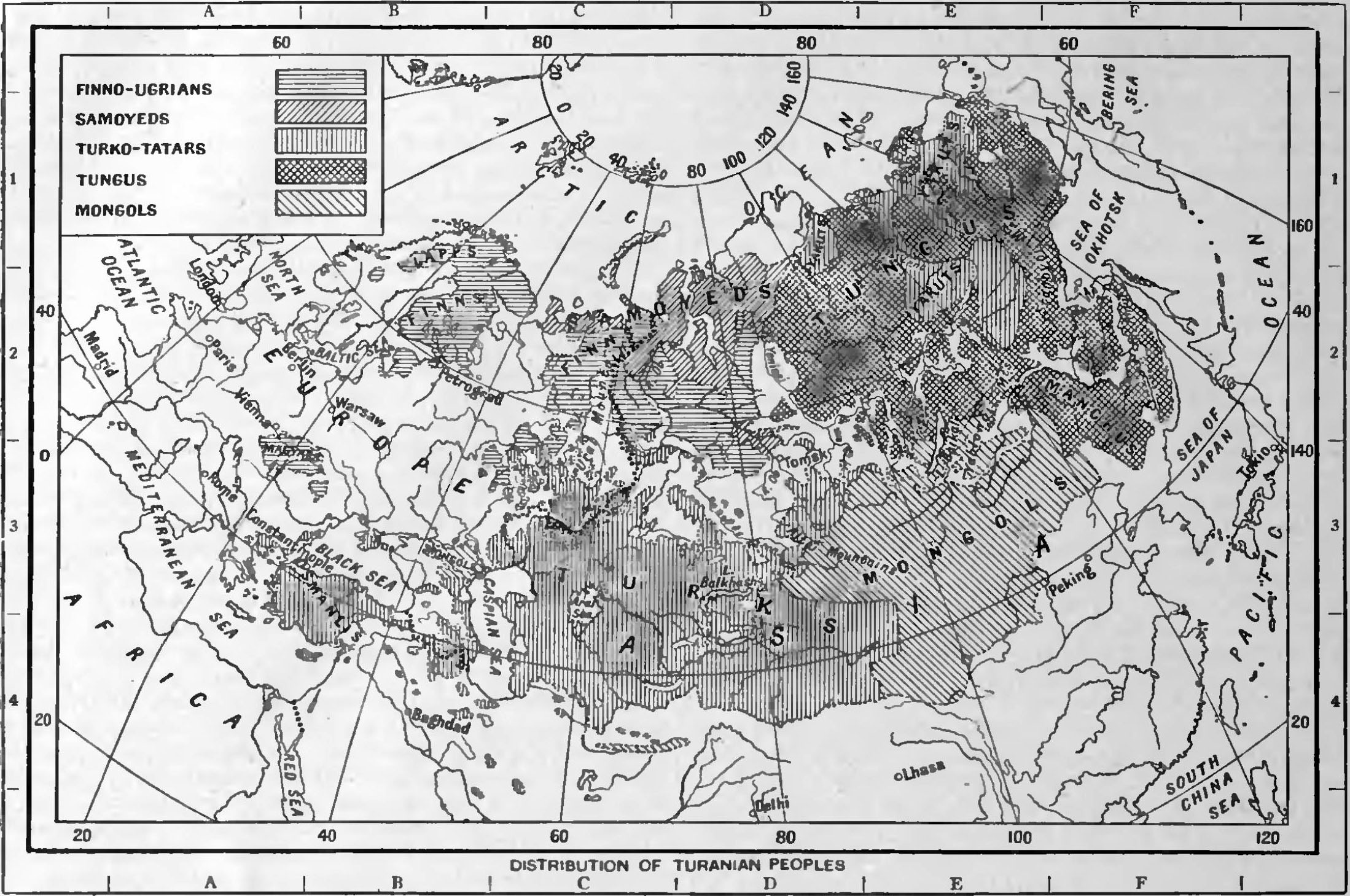
图兰民族的分布

在泛芬兰主义的构想中，芬兰人在这一共同体内处于主导地位的观点在芬兰并未受到质疑，因为“芬兰人是芬兰-乌戈尔世界中的开化者与启蒙者”这一理念早已存在，并以他们所谓的“文化资深地位”为理由。然而，泛芬兰主义的影响往往被另一种更具吸引力的思想——图兰主义——所掩盖。随着19世纪民族主义研究在芬兰学界的兴起，图兰主义逐渐成为主流。当时关于芬兰-乌戈尔诸民族及其语言、文化的研究领域严重缺乏芬兰学者。原因在于，许多芬兰民族主义者普遍认同并寄希望于一种观念：芬兰人与芬兰-乌戈尔诸民族不应被视为“来自无名之地的部落民族”，而应证明他们是“更受尊敬的文明文化”中的一部分，拥有明确的文明归属。这一倾向推动了图兰主义在芬兰民族主义运动（芬诺曼运动）中成为主流。著名的芬诺曼主义者阿图尔·卡斯特伦便基于自己的研究认为：芬兰-乌戈尔语、突厥语、蒙古语和通古斯语同源，属于同一语系。他的结论是，芬兰人及其亲属族群的起源在中亚，而非偏居一隅的孤立小民族：
|  | 我决心向芬兰民族证明，我们并非出身于荒僻泥沼、与世界和普遍历史隔绝的孤立民族，而实际上至少与人类的六分之一有血缘关系。编写语法书并非我的最终目标，但若无语法研究，这个目标便无法实现。 |

奥古斯特·阿尔奎斯特，卡斯特伦的亲密同僚，最初认为芬兰人在芬兰-乌戈尔诸民族中应被视为更高等的一员，因为芬兰人显然比其他芬兰-乌戈尔民族更“文明”。然而，在完成对伏尔加河流域、东卡累利阿和西伯利亚的考察之后，阿尔奎斯特的态度发生了转变。他成了一名亲瑞典主义者，或至少是斯堪的纳维亚的仰慕者，因为他们将基督教与所谓的文明带给了芬兰人。他的立场从“芬兰人优越”转向“芬兰人受惠”，即认为芬兰人是被赋予特权的民族，而非天生优越。阿尔奎斯特的新观点颇具争议。在一次演讲中，他公开感谢瑞典人“拯救芬兰民族，使其没有落得与在俄境内的芬兰亲族同样的命运”，并称芬兰人欠下瑞典一份“感恩的债”。这番言论引起了芬诺曼派内部的强烈反感。1860年，阿尔奎斯特发表了诗作《芬兰的力量》，在其中他提出“大芬兰”理念，主张扩张芬兰的疆界。他写道：“奥涅加湖与波的尼亚湾，奥拉河岸到维纳河口/此处，属于芬兰的力量，/绝不归于他人”（Äänisjärvi, Pohjanlahti / Auranrannat, Vienansuu, / siin’ on, suomalainen, mahti / jok’ ei oo kenenkään muun）。

俄罗斯帝国境内操乌拉尔语的人口占比（1897年）

泛芬兰主义在芬兰国内的发展在一定程度上颇受欢迎，但在其他文化素养更高的地区（例如匈牙利），却不大相同。匈牙利由于其文化上的孤立，逐渐形成了“自身源自古代斯基泰人”以及其他与突厥有关的民族观念；再加上图兰社团的影响，以及俄罗斯帝国所鼓吹的泛斯拉夫主义带来的威胁，使得图兰主义在当地更具吸引力。卡斯特伦在谈及匈牙利人对泛芬兰主义的反应时写道：
|  | 这并不令人意外，因为一想到自己可能与拉普人和萨莫耶德人同源，我们自己也感到不安。同样的心情——那种渴望拥有显赫而辉煌祖先的可嘉欲望——也曾驱使我们的一些学者去追寻我们的摇篮是否在希腊或圣地。然而，我们必须放弃与希腊人、以色列十支派，以及那些伟大而优越的民族之间的任何血缘联系，而安慰自己说：‘每个人都是自己行为的继承者’，真正的高贵必须靠自身的才能去赢得。芬兰民族能否在历史上赢得声名尚不确定，但可以确定的是，后代人会凭借我们的成就来评价我们，而不是依靠我们祖先的功绩。 |

爱沙尼亚以及许多被视为芬兰-乌戈尔民族聚居的地区，对泛芬兰主义并没有太多支持或研究。爱沙尼亚直到20世纪才逐渐接受泛芬兰主义，而此时芬兰人早在19世纪就已广泛认同这一理念。不过，爱沙尼亚学者大多接受了一种“芬兰中心论”的立场——也就是许多芬兰人所持的观念：认为芬兰民族及芬兰本身是这一意识形态能够产生并运作的核心与基础。因此，爱沙尼亚人也承认，在芬兰-乌戈尔世界中，他们的地位相较芬兰是从属和次要的。
在俄罗斯卡累利阿地区，泛芬兰主义在19世纪初开始逐渐传播，尤其是通过多次路德宗传教活动，以及1906年成立的白海卡累利阿协会等组织推动。该协会主张芬兰应当吞并东卡累利阿。对此，俄罗斯帝国方面（尤其是阿尔汉格尔斯克省）态度日益消极，认为这是有害的外来影响。1908年夏，阿尔汉格尔斯克省总督伊万·瓦西里耶维奇·索斯诺夫斯基虽然认定泛芬兰主义在当地的实际影响有限，但仍呼吁对白海卡累利阿推进俄化政策，例如建设俄语教育机构。
在第一次世界大战期间，德意志帝国训练了一批猎兵，他们属于猎兵运动的一部分。这些猎兵主张将东卡累利阿并入芬兰。猎兵运动在白色芬兰的社会中影响极大，并成为倡导对苏俄发动战争的重要力量，在俄国内战中起到了关键作用。

### 战间期与二战
芬兰独立后，国内掀起了一股民族主义热潮。在援助亲属民族战争期间，大批志愿者和白卫队成员奔赴“芬兰-乌戈尔世界”的各地作战，希望要么将这些民族团结为一个国家，要么将其中一些民族解放出来。其中的例子包括“北英格里亚共和国”和“卡累利阿联合政府”，它们事实上都是芬兰的卫星国。支持泛芬兰主义的各类组织和政党曾在赫尔辛基“新学生会馆”召开会议，此次会议由卡累利阿公民联盟于1919年10月组织。随着泛芬兰主义在芬兰社会的不断发展，先后涌现出了学术卡累利阿协会和爱国人民运动等组织。1931年，“民族部族日”被设立为国家公共节日，每年十月的第三个星期六为各个芬兰部族庆祝。

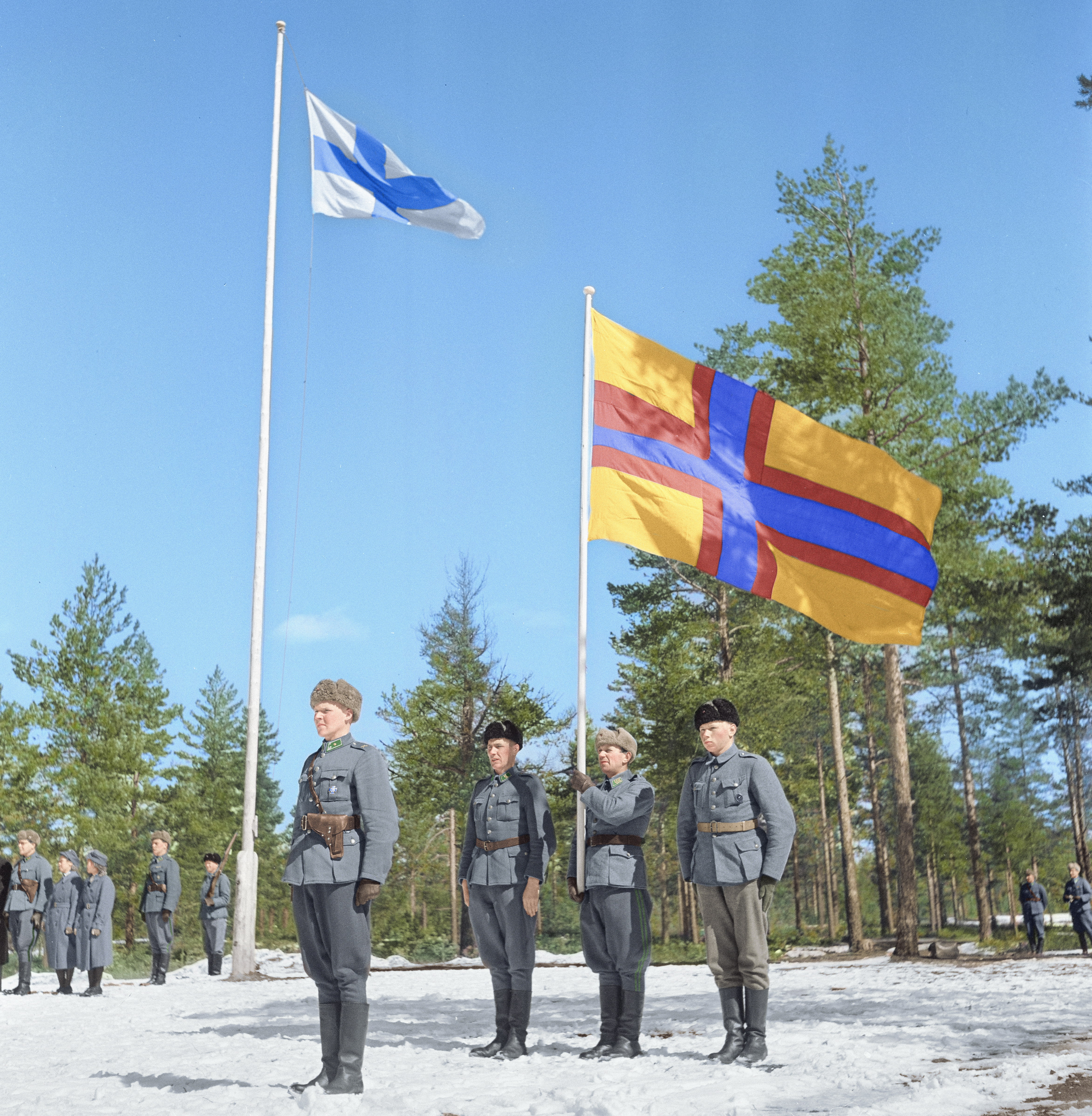
英格里亚营（第P6独立营）的士兵向芬兰宣誓，地点为东卡累利阿地峡莱宁克莱村，1944年4月27日。

在冬季战争和继续战争期间，泛芬兰主义达到了顶峰，而其分支或变体——“大芬兰”理念也获得了极大支持。来自欧洲各地的众多芬兰诸族人士加入芬兰作战，其中包括大量爱沙尼亚和英格里芬兰志愿者等。泛芬兰主义同时也是“东卡累利阿军事管理区”在1943年前的重要政策。在该行政体系中，芬兰-乌戈尔诸民族被置于比东斯拉夫人更高的地位，而后者则被送往集中营。对此，俄罗斯联邦指称这构成了一场种族灭绝。
在东卡累利阿，当地因粮食短缺加剧、民族主义高涨以及布尔什维克政权对文化自治缺乏尊重而爆发了东卡累利阿暴动。这一局势催生了许多民族主义与泛芬兰主义的民兵与准军事组织，它们在卡累利阿和芬兰两地纷纷成立，其中最著名的便是“森林游击队”。即便在苏联红军镇压卡累利阿人之后，泛芬兰主义在苏维埃卡累利阿仍未消亡。至少在那些迁入苏维埃卡累利阿的红色芬兰人中，人们始终怀有希望。他们中的许多人担任了要职，例如爱德华·于林等人就因被指控持有泛芬兰主义思想与“大芬兰”沙文主义倾向，而受到苏联官员批评——他们被认为企图将苏维埃卡累利阿与芬兰统一，并恢复芬兰社会主义工人共和国。在芬兰入侵东卡累利阿后，当地许多卡累利阿人因摆脱苏联统治、并重新获得使用本民族语言的机会，而转而支持泛芬兰主义及其分支理念“大芬兰”。

在爱沙尼亚独立战争结束后，社会高度个人化且局势不稳，这催生了瓦普斯运动——一个由退伍军人组成的爱沙尼亚民族主义与泛民族主义政治组织。瓦普斯运动一度有望赢得广泛的民众支持，但在1934年被温和派康斯坦丁·佩茨发动政变取缔。然而，佩茨与许多有影响力的政治家一样，深知爱沙尼亚无法单独对抗苏联，因此他并不反对泛芬兰主义。1940年，他甚至向里斯托·吕蒂提出了建立泛芬兰的芬兰-爱沙尼亚联邦的构想。在苏联吞并爱沙尼亚之后，爱沙尼亚的泛民族主义情绪只能体现在志愿力量中，例如芬兰200步兵团。此时芬兰被视为唯一仍能捍卫芬兰-乌戈尔民族并将其统一起来的国家，这使“大芬兰”理念逐渐比“各民族平等联合”的设想更为主流，因为其他“民族”已全部沦为苏联的占领区。
在战间期及第二次世界大战期间，匈牙利与芬兰、爱沙尼亚保持着密切关系。霍尔蒂政府于1920年承认芬兰独立，此后两国因语言上的亲缘关系而发展出牢固的双边关系，彼此视对方为“兄弟民族”。在冬季战争中，匈牙利曾向芬兰提供了一个志愿营；到巴巴罗萨行动时，两国并肩作战，使得关系更加紧密。这种态度上的转变，与维多利亚时代的情况形成鲜明对比，可以用“图兰社团的衰落及其影响力的瓦解”来解释。

## 二战后
在芬兰于继续战争中战败之后，泛芬兰主义在大多数芬兰-乌戈尔世界中逐渐淡出视野。这主要是因为苏联的强大实力以及其对这一理念的敌视态度。普遍认为，卡累利阿-芬兰苏维埃社会主义共和国的设立本意是涵盖整个芬兰和卡累利阿地区，其名称本身就体现出一种以芬兰为中心的意味。

### 今日的泛芬兰主义

#### 芬兰

拟议的芬兰-乌戈尔旗帜，由西蒙·帕夫拉斯于2012年设计

在当代芬兰，泛芬兰主义并不流行，也鲜有人信奉或积极倡导。相反，诸如芬兰-俄罗斯协会等组织，更注重为芬兰-乌戈尔民族争取权利，并提供语言学习机会。泛芬兰主义在芬兰并非一个决定性的政治议题。大多数芬兰人既不希望领土扩张，也更倾向于关注卡累利阿问题——即要求将芬兰卡累利阿归还芬兰。在这种情况下，与爱沙尼亚的统一远不如“收回芬兰卡累利阿”来得现实。正统芬兰人党青年团中一度出现越来越多的呼声，要求重新吞并芬兰卡累利阿，有时甚至是整个卡累利阿，直到该组织被解散、失去作为正统芬兰人党官方青年组织的地位为止。

#### 爱沙尼亚
像图格拉斯协会这样的友好协会，主张推动爱沙尼亚与芬兰关系的深化。如今泛芬兰主义的内涵更多局限于两国之间的政治友谊，例如赫尔辛基—塔林隧道等合作项目。爱沙尼亚同时还是世界芬兰-乌戈尔民族大会的所在地。该大会的正式使命是：“发展和保护芬兰-乌戈尔民族的民族认同、文化和语言，促进芬兰-乌戈尔民族之间的合作，讨论热点问题并寻求解决方案，并依据国际规范与原则实现芬兰-乌戈尔民族的自决权。”在政治层面，目前并没有主要政党明确主张芬兰-乌戈尔民族的统一。然而，自2018年以来的民调显示，若举行加入芬兰的公投，34%的爱沙尼亚人会投票“赞成”。

#### 卡累利阿

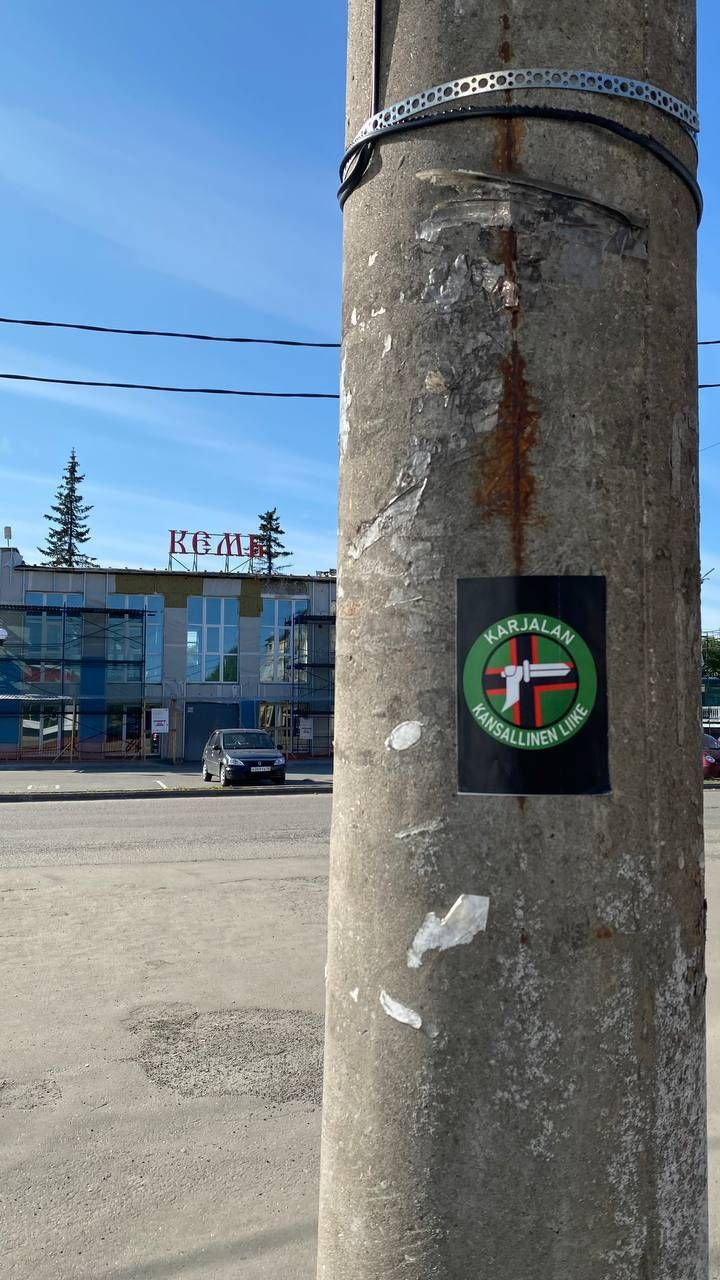
卡累利阿共和国的卡累利阿民族运动贴纸

在俄罗斯境内的卡累利阿共和国，近年来不断涌现出泛芬兰主义运动。其中的代表性组织包括卡累利阿民族运动（奥列伊尼克派）下属的 “大芬兰战士”（Suur Suomensotilaat）。该组织提倡泛芬兰主义理念，主张在各自的民族国家框架下，推动芬兰-乌戈尔民族间建立一种超国家联盟形式的社会经济合作。卡累利阿民族运动还与芬兰、爱沙尼亚以及俄罗斯境内其他芬兰-乌戈尔民族主义运动保持密切联系。例如，与爱沙尼亚的保守人民党、芬兰的多个搏击俱乐部（尤其是“活跃俱乐部”）之间关系紧密。